# Christian Willerup
Christian Edvard Balthør Willerup (6. oktober 1815 i København – 19. maj 1886 i København) var en dansk missionær. Han var i USA blevet uddannet og ordineret som metodistpræst. Han vendte hjem til Danmark og oprettede i 1858 den første metodist-menighed i Danmark.